# Daniel Kirkwood
Daniel Kirkwood (27. září 1814 Harford County (Maryland) – 11. června 1895 Riverside) byl americký astronom. Vystudoval matematiku na okresní akademii v Yorku, poté vyučoval na středních školách, v letech 1851–1856 byl profesorem na University of Delaware a v letech 1856–1886 na Indiana University Bloomington. Ještě ve věku 77 let přednášel na Stanfordově univerzitě.
Jeho nejvýznamnějším objevem byly Kirkwoodovy mezery mezi oběžnými dráhami planetek, způsobené gravitací Jupiteru. Studoval také nepravidelnosti ve struktuře Saturnových prstenců, formuloval závislost mezi vzdálenostmi planet a délkou jejich rotace, nazývanou Kirkwoodův zákon. Ten byl ve své době považován za důkaz mlhovinové hypotézy a vynesl Kirkwoodovi srovnávání s Johanem Keplerem, pozdější měření však jeho univerzální platnost nepotvrdila.
Je po něm pojmenována Kirkwoodova observatoř při Indianské univerzitě, planetka 1578 Kirkwood a kráter Kirkwood na Měsíci.
Jeho bratranec Samuel Jordan Kirkwood byl guvernérem státu Iowa a americkým ministrem vnitra.